# 座旗增十
天貓座22，又名BD+49 1630，HD 58855、SAO 41808、HR 2849，是天貓座的一颗恒星，视星等为5.36，位于銀經168.33，銀緯26.35，其B1900.0坐标为赤經7h 22m 20.5s，赤緯+49° 26.35′ 45″。